# Refuge Bayssellance
Le refuge Bayssellance est un refuge de montagne situé à 2 651 m d’altitude entre les vallées de Gavarnie et d'Ossoue, dépendant administrativement de la commune de Gavarnie-Gèdre dans le département des Hautes-Pyrénées en région Occitanie.

## Toponymie
Son nom vient d'Adrien Bayssellance, maire de Bordeaux et pyrénéiste, président de la section bordelaise du Club alpin français en 1878, qui prit l'initiative de sa construction en 1899.

## Géographie
Il est situé sur le versant est de la Hourquette d'Ossoue, au pied du Vignemale.

## Histoire
C'est le plus haut et le plus ancien des refuges pyrénéens gardés, le second après celui de Tuquerouye, qui n'est pas gardé. Datant de 1899, agrandi en 1939, il est entièrement réaménagé et rénové en 2003 et est géré par le Club alpin de Bordeaux.
Construit en pierres, selon la technique ogivale, comme son aîné le refuge de Tuquerouye : construction massive en voûte ogivale ayant pour but de fournir un abri pour la nuit, matériaux pris sur place, peu d'ouvertures, l'agrandissement ultérieur se faisant en prolongeant longitudinalement ou en croix. Il a été conçu avec la participation d'Henry Russell et d'Henri Vallot (ingénieur centralien, cousin de Joseph Vallot). il ne subsiste que peu de chose de la construction originelle, mais son style original a été conservé.

## Services et accès
Le refuge Bayssellance est placé sous la responsabilité du CAF de Bordeaux. Il offre 58 places en été (période de gardiennage), et 31 en hiver (non gardé). On y accède depuis Cauterets par la vallée de Gaube, puis la hourquette d'Ossoue ; depuis Gavarnie, par la vallée d'Ossoue.
Le refuge Bayssellance est la base d'excursions, en randonnée de haute montagne et glaciaire, ski de montagne, vers le massif du Vignemale (voie normale par le glacier d'Ossoue), le Petit Vignemale, la traversée Petit Vignemale-Pique longue, le Pic de Sède, le Montferrat, etc. Il est situé sur le GR 10 et le sentier HRP.